# Iberoamerika
Iberoamerika är de länder i Sydamerika, Centralamerika och Nordamerika som har varit spanska eller portugisiska kolonier.

De Iberoamerikanska länderna i Syd- och södra Nordamerika, med Portugal och Spanien.

Termen Iberoamerika började användas i mitten av 1800-talet. Ordet härleder till den Iberiska halvön där delar av Spanien, Portugal, Andorra och Gibraltar ligger. Termen blandas ibland ihop med Latinamerika som även inkluderar fransktalande länder. Skillnaden är att Latinamerika syftar på de länder där man talar latinska språk, medan Iberoamerika syftar på länder som har varit spanska och portugisiska kolonier.

## Geografi

### Stater i Iberoamerika
Följande spansktalande stater ingår i Iberoamerika.
| Västindien - Dominikanska Republiken - Kuba - Puerto Rico Centralamerika - Costa Rica - El Salvador - Guatemala - Honduras - Panama - Nicaragua Nordamerika - Mexiko | Sydamerika - Argentina - Bolivia - Chile - Colombia - Ecuador - Paraguay - Peru - Uruguay - Venezuela Europa - Spanien (kolonisatör) |

Följande portugisisktalande stater ingår i Iberoamerika.
| Europa - Portugal (kolonisatör) | Sydamerika - Brasilien |